# Crosslauf-Weltmeisterschaften 1980
Die 8. Crosslauf-Weltmeisterschaften der IAAF fanden am 9. März 1980 auf der Pferderennbahn Longchamp in Paris (Frankreich) statt.
Die Männer starteten über eine Strecke von 12,58 km, die Frauen über 4,82 km und die Junioren über 7,41 km.
Mit dem Gewinn der Silbermedaille erreichte Hans-Jürgen Orthmann die bislang beste Platzierung eines deutschen Athleten.

## Ergebnisse

### Männer

#### Einzelwertung
| Platz | Athlet                | Land | Zeit (min) |
| ----- | --------------------- | ---- | ---------- |
| 1     | Craig Virgin          | USA  | 37:01      |
| 2     | Hans-Jürgen Orthmann  | FRG  | 37:02      |
| 3     | Nick Rose             | ENG  | 37:05      |
| 4     | Leon Schots           | BEL  | 37:11      |
| 5     | John Robson           | SCO  | 37:20      |
| 6     | Aleksandras Antipovas | URS  | 37:21      |
| 7     | Leonid Mossejew       | URS  | 37:21      |
| 8     | Antonio Prieto        | ESP  | 37:21      |

Von 180 gestarteten Athleten erreichten 170 das Ziel.
Weitere Teilnehmer aus deutschsprachigen Ländern:
- 34: Michael Karst (FRG), 38:07
- 50: Manfred Schoeneberg (FRG), 38:28
- 65: Thomas Wessinghage (FRG), 38:45
- 81: Willi Maier (FRG), 39:01
- 111: Werner Grommisch (FRG), 39:33
- 112: Valdur Koha (FRG), 39:37
- 137: Andreas Weniger (FRG), 40:15
- DNF: Christoph Herle (FRG)

#### Teamwertung
| Platz | Land und Athleten                                                                                    | Gesamtpunktzahl und Einzelplatzierung |
| ----- | --- | ------------------------------------- |
| 1     | England Nick Rose Bernie Ford Barry Smith Steve Kenyon Nick Lees Graham Tuck                         | 100 03 010 014 017 019 037            |
| 2     | Vereinigte Staaten Craig Virgin Daniel Dillon Kenneth Martin Steve Plasencia Don Clary Mark Anderson | 163 01 012 023 036 043 048            |
| 3     | Belgien Leon Schots Karel Lismont Alex Hagelsteens Eddy de Pauw Frank Grillaert Roger de Vogel       | 175 04 011 021 038 044 057            |

Insgesamt wurden 21 Teams gewertet. Die bundesdeutsche Mannschaft belegte mit 343 Punkten den zehnten Platz.

### Frauen

#### Einzelwertung
| Platz | Athletin              | Land | Zeit (min) |
| ----- | --------------------- | ---- | ---------- |
| 1     | Grete Waitz           | NOR  | 15:05      |
| 2     | Irina Bondartschuk    | URS  | 15:49      |
| 3     | Jelena Tschernyschewa | URS  | 15:52      |
| 4     | Giana Romanowa        | URS  | 15:53      |
| 5     | Jan Merrill           | USA  | 15:57      |
| 6     | Swetlana Ulmassowa    | URS  | 16:00      |
| 7     | Penny Forse           | ENG  | 16:04      |
| 8     | Ellen Wessinghage     | FRG  | 16:05      |

Von 104 gestarteten Athletinnen erreichten 103 das Ziel.
Weitere Teilnehmerinnen aus deutschsprachigen Ländern:
- 20: Charlotte Teske (FRG), 16:22
- 41: Elvira Hofmann (FRG), 16:47
- 42: Elise Wattendorf (SUI), 16:48
- 63: Angelika Stephan (FRG), 17:15
- 64: Rita Schelbert (SUI), 17:15
- 90: Vreni Forster (SUI), 18:07
- DNF: Vera Kemper (FRG)

#### Teamwertung
| Platz | Land und Athletinnen                                                                   | Gesamtpunktzahl und Einzelplatzierung |
| ----- | -------------------------------------------------------------------------------------- | ------------------------------------- |
| 1     | Sowjetunion Irina Bondartschuk Jelena Tschernyschewa Giana Romanowa Swetlana Ulmassowa | 15 02 03 04 06                        |
| 2     | England Penny Forse Kath Binns Sandra Arthurton Ruth Smeeth                            | 49 07 09 14 19                        |
| 3     | Vereinigte Staaten Jan Merrill Margaret Groos Julie Shea Brenda Webb                   | 49 05 10 13 21                        |

Insgesamt wurden 17 Teams gewertet. Die bundesdeutsche Mannschaft belegte mit 132 Punkten den siebten Platz.

### Junioren

#### Einzelwertung
| Platz | Athlet          | Land | Zeit (min) |
| ----- | --------------- | ---- | ---------- |
| 1     | Jorge García    | ESP  | 22:17      |
| 2     | Waleri Grjasnow | URS  | 22:23      |
| 3     | Ed Eyestone     | USA  | 22:27      |

Von 97 gestarteten Athleten erreichten 94 das Ziel.
Teilnehmer aus deutschsprachigen Ländern:
- 40: Kai Röcker (FRG), 23:29
- 55: Martin Großkopf (FRG), 23:53
- 64: Gerhard Lindner (FRG), 24:08
- 70: Ralf Winter (FRG), 24:19
- 92: Jörg Thoma (FRG), 25:24

#### Teamwertung
| Platz | Land und Athleten                                                           | Gesamtpunktzahl und Einzelplatzierung |
| ----- | --------------------------------------------------------------------------- | ------------------------------------- |
| 1     | Sowjetunion Waleri Grjasnow Sergei Kisseljow Ildar Denikejew Sergei Mischin | 50 02 06 07 35                        |
| 2     | Vereinigte Staaten Ed Eyestone Tom Downs William Graham Eric Sappenfield    | 75 03 05 11 56                        |
| 3     | Spanien Jorge García José Fernández Miguel Rubio Julio Perez                | 79 01 20 24 34                        |

Insgesamt wurden 17 Teams gewertet. Die bundesdeutsche Mannschaft belegte mit 229 Punkten den 14. Platz.